# Володарського
Волода́рського (рос. Володарского) — селище у складі Ленінського міського округу Московської області, Росія.

## Населення
Населення — 4533 особи (2010; 3466 у 2002).
Національний склад (станом на 2002 рік):
- росіяни — 90 %